# Destructor (1887)
El Destructor fue un buque contratorpedero construido en Gran Bretaña para la Armada Española. Las características de este nuevo tipo de buque sirvieron de base para la construcción de la nueva generación de destructores, las cuales heredaron su nombre.

## Génesis del proyecto

Perfil del Destructor con su aspecto en 1890.

En la década de los 1880 se empezó a sentir la necesidad de buques capaces de proteger a las escuadras de los ataques de los pequeños y rápidos torpederos, para lo cual se empezó a crear una variación de estos buques llamado en aquel entonces torpedero de alta mar, que acabaría evolucionando en un tipo de buque específico llamado destructor.
Sin embargo, las serias limitaciones de los torpederos para navegar en mar abierto, puestas de manifiesto en diversos ejercicios realizados por marinas extranjeras, no dejaron de observarse también en España con preocupación, dada la confianza puesta en este tipo de buques; ello motivo que en el otoño de 1885, el ministro de Marina, Manuel de la Pezuela y Lobo , encargara al teniente de navío de 1ª Fernando Villaamil que realizara un estudio para el diseño de un buque con mayor radio de acción, mejor habitabilidad y para poder acompañar a las escuadras y defenderlas de los torpederos enemigos, además de poder actuar también como tal. Villaamil solicitó proyectos a varios astilleros británicos y finalmente, en 1885, eligió el presentado por el astillero de James & George Thompson de Clydebank (Escocia) y que fue bautizado Destructor.

## Características técnicas
Tenía las siguientes características: 58,74 m de eslora, 7,63 m de manga, 2,92 m de puntal, 380 t de desplazamiento, casco de acero con 22 mamparos estancos transversales, aparejo compuesto de tres palos abatibles con velas guairas y dos foques, propulsión por dos hélices gemelas movidas por dos grupos de máquinas alternativas de tres cilindros (triple expansión del vapor) que desarrollaban una potencia de 3800 CV, cuatro calderas tipo locomotora con tiro forzado por ventiladores, 22,5 nudos de velocidad máxima, autonomía de 4500 nmi. El armamento instalado era un cañón Hontoria de 90 mm a proa, 4 cañones de tiro rápido sistema Nordenfelt de 57 mm, en el centro y popa, y 2 cañones revólveres Hotchkiss a popa de la cubierta del castillo. Llevaba además 2 tubos lanzatorpedos a proa y otro a popa, para torpedos Schwartzkopff. El coste total fue de 38 000 libras esterlinas.

## Historial

Perfil del Destructor con su aspecto en 1900.

Las pruebas de mar se hicieron en Clydebank en enero de 1887, y en ellas el buque alcanzó una velocidad de 22,5 nudos con una potencia de máquina de 3764 caballos. El Destructor fue formalmente entregado a la Marina española el 19 de enero de 1887, tomando el mando el propio Fernando Villaamil. Cinco días más tarde, zarpó de Falmouth con rumbo a España y menos de 24 horas después estaba frente a la costa gallega, habiendo hecho una media de 18 nudos y alcanzando más de 23.
En 1898, durante la guerra hispano-estadounidense, fue asignado a la defensa de la base naval de Cartagena en la tercera división de torpederos junto con el Retamosa y el Rigel
A comienzos del siglo XX, se le sustituyeron sus calderas por unas nuevas calderas Normad, cambiando desde ese momento sus dos chimeneas colocadas transversalmente una forma más tradicional sobre la línea de crujía del buque.
Fue dado de baja el 1 de enero de 1908, en 1911 fue subastado para desguace con un precio de salida de 65 500 pesetas. Sus máquinas, fueron montadas en los talleres del Arsenal de la Carraca, donde funcionaron hasta la década de 1920.